# AHICE
AHICE (Art Historian Information from Central Europe) – działający od 2004 roku serwis o sztuce i dziedzictwie, a także sieć zrzeszająca obecnie ponad 180 partnerów z krajów Grupy Wyszehradzkiej (dane z marca 2010 roku). Ułatwia on dostęp do informacji o wydarzeniach w Czechach, Polsce na Węgrzech i Słowacji.

## Struktura
AHICE nie funkcjonuje tylko jako tradycyjny serwis wiadomości, który zbiera, przetwarza i przekazuje informacje. Służy także jako drogowskaz do źródeł, czyli do jednostek „produkujących” wydarzenia. Instytucje te, zajmujące się działalnością: muzealną, edukacyjną lub naukową, po zarejestrowaniu się mają możliwość bezpośredniego wpisania do serwisu informacji o własnej działalności. W ten sposób tworzy się sieć współpracy, w efekcie której pojawiające się na stronach AHICE wiadomości pochodzą z pierwszej ręki i mogą być na bieżąco aktualizowane. Międzynarodowy wymiar zapewniają koordynatorzy narodowi poszczególnych państw, reprezentujący czołowe instytucje w swoim kraju.

## Najważniejsze cele
Przekaz informacji ponad granicami, integracja środowisk specjalistów zajmujących się różnymi aspektami dziedzictwa kulturowego, powodowanie wzrostu świadomości korzystania z Internetu w przekazywaniu informacji, poszerzenie horyzontu zainteresowań (od lokalnego w kierunku międzyregionalnego i międzynarodowego).

## Partnerzy i statystyki
Partnerami instytucjonalnymi MCK w realizowaniu projektu są: Galeria Morawska (Czechy), Katedra Historii Sztuki Uniwersytetu Komeńskiego (Słowacja) i Urząd Ochrony Dziedzictwa Kulturowego (Węgry). Międzynarodowe Centrum Kultury w Krakowie, jako twórca serwisu czuwa nad jego całokształtem, a także nadzoruje przepływ informacji z Polski.
W 2009 roku przekazano informacje o 941 wydarzeniach (wystawy, konferencje, publikacje). Serwis pozostaje do dziś jedynym ponadregionalnym serwisem o sztuce i dziedzictwie w Europie Środkowej.